# Wanchang Zhen
Wanchang Zhen (kinesiska: 碗厂, 碗厂镇) är en köping i Kina. Den ligger i provinsen Yunnan, i den sydvästra delen av landet, omkring 340 kilometer nordost om provinshuvudstaden Kunming.
Genomsnittlig årsnederbörd är 1 132 millimeter. Den regnigaste månaden är juli, med i genomsnitt 239 mm nederbörd, och den torraste är december, med 14 mm nederbörd.